# Зелёный (Быковский район)
Зелёный — посёлок в Быковском районе Волгоградской области Российской Федерации, административный центр Зелёновского сельского поселения.

## География
Находится в западной части Быковского района, на левобережье Волгоградского водохранилища.

## Население
| 2010 |
| ---- |
| 609  |

## Инфраструктура
Администрация Зелёновского сельского поселения.

## Транспорт
Зелёный связан с регионом автомобильной дорогой регионального значения Р226. Остановка «Зелёный», приходят маршрутки рейса
«Быково — Катричев».